# Catasauqua
Catasauqua es un borough ubicado en el condado de Lehigh en el estado estadounidense de Pensilvania. En el año 2000 tenía una población de 6,588 habitantes y una densidad poblacional de 2,009.9 personas por km².

## Geografía
Catasauqua se encuentra ubicado en las coordenadas 40°39′11″N 75°28′3″O / 40.65306, -75.46750.

## Demografía
Según la Oficina del Censo en 2000 los ingresos medios por hogar en la localidad eran de $42,432 y los ingresos medios por familia eran $48,589. Los hombres tenían unos ingresos medios de $32,320 frente a los $45,730 para las mujeres. La renta per cápita para la localidad era de $18,906. Alrededor del 8% de la población estaba por debajo del umbral de pobreza.